# جنگ تمام‌عیار: وارهمر ۳
جنگ تمام عیار: وارهمر ۳ (به انگلیسی: Total War: Warhammer III) یک بازی ویدئویی در سبک استراتژی نوبتی و تاکتیک هم‌زمان از مجموعه جنگ تمام‌عیار است که توسط کریتیو اسمبلی توسعه یافته و به‌وسیلهٔ سگا در ۱۷ فوریه ۲۰۲۲، برای پلتفرم‌های مایکروسافت ویندوز، لینوکس، و مک‌اواس منتشر شد. بازی براساس مجموعه وارهمر گیمز ورکشاپ و دنبالهٔ دو نسخه قبلی از مجموعه بازی‌های وارهمر و وارهمر ۲ است.
بازی برای ۳ فوریه ۲۰۲۱ برنامه‌ریزی شده بود، اما انتشار آن تا سال ۲۰۲۲ به تأخیر افتاد.در بازی بازیباز می‌تواند میان نیروهای شیطانی و انسانی به انتخاب خود، اداره یکی را بر عهده بگیرد.